# Whitesboro-Burleigh
Whitesboro-Burleigh és una concentració de població designada pel cens dels Estats Units a l'estat de Nova Jersey. Segons el cens del 2000 tenia 1.836 habitants.

## Demografia
Segons el cens del 2000, Whitesboro-Burleigh tenia 1.836 habitants, 759 habitatges, i 478 famílies. La densitat de població era de 172,5 habitants per km².
Dels 759 habitatges en un 23,2% hi vivien nens de menys de 18 anys, en un 44,1% hi vivien parelles casades, en un 14,1% dones solteres, i en un 37% no eren unitats familiars. En el 32,8% dels habitatges hi vivien persones soles el 21,2% de les quals corresponia a persones de 65 anys o més que vivien soles. El nombre mitjà de persones vivint en cada habitatge era de 2,42 i el nombre mitjà de persones que vivien en cada família era de 3,05.
Per edats la població es repartia de la següent manera: un 24% tenia menys de 18 anys, un 5,7% entre 18 i 24, un 23,7% entre 25 i 44, un 21,8% de 45 a 60 i un 24,8% 65 anys o més.
L'edat mediana era de 43 anys. Per cada 100 dones de 18 o més anys hi havia 83,3 homes.
La renda mediana per habitatge era de 34.231 $ i la renda mediana per família de 42.568 $. Els homes tenien una renda mediana de 32.179 $ mentre que les dones 24.612 $. La renda per capita de la població era de 16.812 $. Aproximadament el 4,2% de les famílies i el 9,2% de la població estaven per davall del llindar de pobresa.

## Poblacions més properes
El següent diagrama mostra les poblacions més properes.